# El Aguaje (Guerrero)
El Aguaje es una localidad del estado mexicano de Guerrero. Es parte del municipio de Ajuchitlán del Progreso.

## Demografía
| Gráfica de evolución demográfica |
|                                  |

| Censo | Población |
| ----- | --------- |
| 1910  | 145       |
| 1921  | 155       |
| 1930  | 271       |
| 1940  | 287       |
| 1950  | 398       |
| 1960  | 351       |
| 1970  | 448       |
| 1980  | 789       |
| 1990  | 860       |
| 2000  | 815       |
| 2010  | 657       |
| 2020  | 1 114     |